# Limonium otolepis
Limonium otolepis är en triftväxtart som först beskrevs av Alexander Gustav von Schrenk, och fick sitt nu gällande namn av Carl Ernst Otto Kuntze. Limonium otolepis ingår i släktet rispar, och familjen triftväxter. Inga underarter finns listade i Catalogue of Life.